# 플럼에이앤씨
플럼에이앤씨는 대한민국의 연예기획사이다.

## 소속 연예인
- 강소라
- 민효린
- 임시완
- 박종환
- 박주희
- 아키바 리에
- 조승연
- 최찬호
- 윤지민
- 이혜성

## 전 소속 연예인
- 김소진
- 박주희
- 우지한
- 전혜연
- 유인영